# トゥーグラ
トゥーグラ （アラビア語：توغرة 、英仏ではTouggourt）は、アルジェリアの首都アルジェの南東620kmにある町・基礎自治体である。またトゥーグラ県の県都でもある（2019年以前はワルグラ県に属していた）。人口は39,409人（2008年）。
サハラ沙漠のオアシスにあり、ナツメヤシが特産である。かつては町の周囲を濠がぐるりとめぐっていたが、フランス領時代に埋め立てられた。周囲のオアシスは大変肥沃である。トゥーグラから沙漠を北東に11kmの距離にエルワドen:El Wadのオアシスがある。南西に19kmでオアシスの町テマキンen:Temacinがある。
ハシメサウドと同様、石油公社ソナトラック（fr:Sonatrach）が開発した油田がある。

## トゥーグラ・スルターン国
1414年にスルターン朝がこの地に勃興した。以下は歴代スルターン（女性が一人）の一部である。
- Ali II
- Mabruk (Mubarak)
- Ali III
- Mustafa
- Sulayman III
- 1729 Ahmad II
- Muhammad I al-`Akhal
- Ahmad IV
- Farhat
- Ibrahim
- Abd al-Qadir I (1期目) + Ahmad V
- Khalid
- Abd al-Qadir I (2期目)
- Umar bin Bu-Kumetin
- 1756 Muhammad II
- Umar II bin Muhammad
- Ahmad VI
- Abd al-Qadir II
- Farhat II
- 1792 Ibrahim II
- 1804 al-Khazan
- 1804 Muhammad III
- 1822 `Amar (`Amir) II
- 1830 Ibrahim III
- 1831 `Ali IV bin al-Kabir
- 1833 `Aisha (Aichouch)（女性）
- 1840 `Abd ar-Rahman
- 1852 `Abd al-Qadir III
- 1852 - 1854 Sulayman IV

1854年にフランス植民地政府によりスルターン制は廃された。

## 参考資料
- この記事にはアメリカ合衆国内で著作権が消滅した次の百科事典本文を含む: Chisholm, Hugh, ed. (1911). "Tuggurt". Encyclopædia Britannica (英語). Vol. 27 (11th ed.). Cambridge University Press. p. 364.
- WorldStatesmen - Algeria

座標: 北緯33度06分 東経6度04分 / 北緯33.100度 東経6.067度